# Epinikion
Een epinikion (Oudgrieks: ἐπινίκιον) was in de oud-Griekse poëzie een overwinningslied (of ‘zegezang’) ter ere van een winnaar bij een van de Panhelleense Spelen. Deze liederen werden gezongen en gedanst door een koor bij de thuiskomst van de winnaar in zijn vaderstad.

## Oud-Griekse epinikia

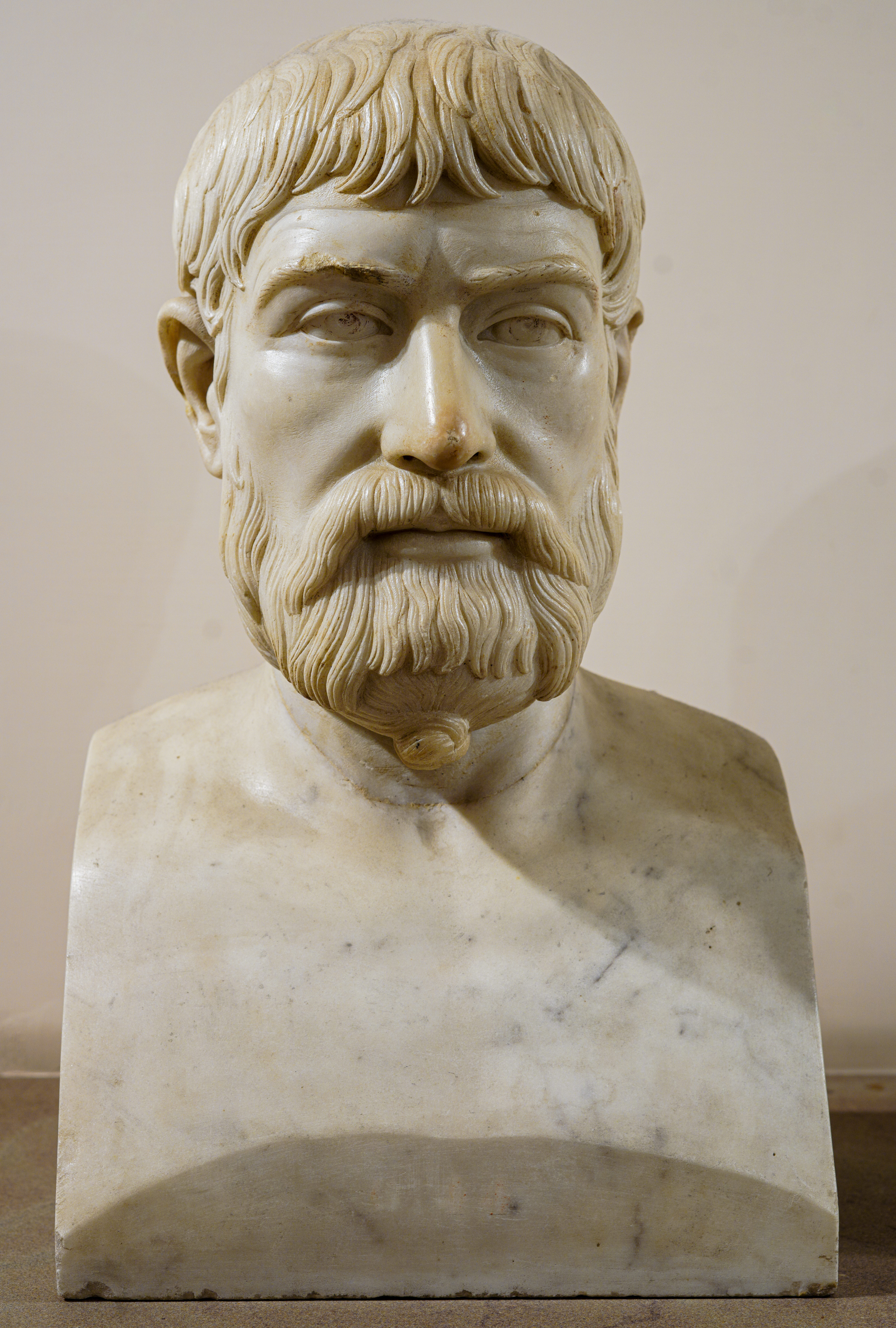
Pindarus.

Waarschijnlijk heeft Simonides als eerste koorliederen gemaakt ter gelegenheid van sportoverwinningen. Van zijn epinikia zijn alleen minieme fragmenten bekend, o.a. van een epinikion op Glaukos van Karystos, die winnaar was bij het boksen op de Olympische Spelen van 520 v.Chr. De epinikia van Simonides werden in de Alexandrijnse tijd geordend in boeken naar de soort wedstrijd. Van de dichter Pindarus zijn 45 epinikia bewaard gebleven, die door de Alexandrijnen naar de plaats van de overwinning in vier boeken zijn geordend: de Olympische, Pythische, Nemeïsche en Isthmische oden. Verder werden na een papyrusvondst in 1896 grote fragmenten bekend van nog eens 14 epinikia van Pindarus' tijdgenoot Bacchylides. 
Een epinikion begint doorgaans met het noemen van de overwinning en de eventuele vroegere overwinningen van de winnaar. Daarna volgen lofprijzingen van de overwinnaar, van zijn familie en van zijn vaderstad. Het grootste deel van het epinikion wordt meestal in beslag genomen door een mythe die losjes verbonden is aan het voorafgaande, bijvoorbeeld aan de vaderstad van de overwinnaar. De lengte van de epinikia verschilt sterk: het kortste epinikion van Pindarus telt 20 verzen, het langste 300.

## Triade
De opbouw van de epinikia is bijna steeds triadisch, dat wil zeggen dat ze bestaan uit ‘triaden’, groepen van strofe, antistrofe en epode, wat in het Nederlands meestal wordt vertaald als ‘keer’, ‘tegenkeer’ en ‘toezang’. In de triade hebben de strofe en de antistrofe steeds dezelfde metrische vorm, terwijl die van de epode daarvan afwijkt. Bestaat een epinikion uit meer triaden, dan is de metrische vorm van die triaden steeds gelijk. Strofe, antistrofe en epode zijn overigens laat-klassieke termen die waarschijnlijk niet betrekking hebben op de dans van het koor (zoals lange tijd gedacht is), maar op de muziek.

## Epinikia in later tijden
Hoewel we sinds het einde van de negentiende eeuw ook epinikia van Bacchylides kennen, geldt Pindarus als de grote dichter van epinikia. Juist omdat de oden van Pindarus vrij moeilijk toegankelijk zijn, is hij in de loop der eeuwen door dichters sterk bewonderd. Een belangrijke navolger van Pindarus was de Franse dichter Pierre de Ronsard die in 1550 en 1552 een aantal boeken Odes naar het voorbeeld van Pindarus uitbracht. Zijn Pindarische oden zijn echter geen echte epinikia, maar eerder lofdichten op belangrijke personen. Wél leidden de navolgingen van Ronsard ertoe dat er regelmatig gedichten werden geschreven met een opbouw in triaden.

In de Nederlanden werden o.a. in het begin van de zeventiende eeuw wél af en toe epinikia gemaakt, meestal ‘zegezangen’ genoemd, met name op overwinningen in de Tachtigjarige Oorlog. Voorbeelden zijn het ‘Triumph-Liedt op de blyde veroveringhe der tot noch toe onwinbare stat van ’s-Hertogen-bos’ (1629) van Jacobus Revius en de ‘Zegesang ter eere van Frederick Henrick’ uit hetzelfde jaar van Vondel. Zegezangen op sportoverwinningen zijn er niet, omdat er na de Oudheid lange tijd nauwelijks aan grootschalig georganiseerde sport werd gedaan. De enige uitzondering lijkt de ‘Zege-zang ter eere van Gillis van Vinckenroy’ (ca. 1645) van Vondel te zijn. Deze werd gemaakt naar aanleiding van een overwinning in het kruisboogschieten.